# 有吉優樹
有吉 優樹（ありよし ゆうき、1991年3月12日 - ）は、千葉県山武郡大網白里町（現：大網白里市）出身の元プロ野球選手（投手）。右投右打。

## 経歴

### プロ入り前
大網東小学校、大網中学校を卒業後、東金高等学校へ進学。高校時代は投手兼遊撃手としてプレーしていた。3年夏は3回戦でその年の準優勝校である東海大望洋に敗れた。東京情報大学へ進むと2年秋からリーグ戦に出場。3年春には大学選手権2回戦に先発して無失点の好投もチームは延長タイブレークで敗れる。4年秋にはリーグ最多勝、奪三振王を獲得、関東地区大学野球選手権大会では初戦で先発し、高梨裕稔（山梨学院大）と投げ合って敗れた。
卒業後は九州三菱自動車に入社。営業回りをする傍ら、野球部の練習に打ち込む毎日だった。社会人の強豪としては珍しく、チーム方針として練習よりも業務が最優先で、練習中に携帯電話へ得意先から着信が入り抜け出すこともあったという。有吉自身も「野球より仕事のほうがしんどかった」と回想している。山内孝徳コーチのもとで練習を続けた結果、3年目に西部ガスの補強選手として都市対抗に出場するなどスカウトに注目される存在となる。2016年度プロ野球ドラフト会議で地元の千葉ロッテマリーンズから5位指名を受け、契約金4000万円、年俸1000万円（金額は推定）で契約した。背番号は36。

### ロッテ時代
2017年は、春季キャンプでは一軍メンバーに選ばれ、さらにオープン戦でも結果を残し、開幕一軍の座を手にする。プロ初登板は開幕戦である福岡ソフトバンクホークス戦で、0回2/3を無失点。7月18日のオリックス・バファローズ戦でプロ初勝利を挙げる。53試合に登板し13ホールドを記録と、最下位に低迷するチームにあってルーキーイヤーからブルペン陣の一角を担った。同年オフに一般女性と結婚した。
2018年も開幕を一軍で迎え、開幕当初は前年と同様リリーフとして起用されていた。しかし、二木康太、唐川侑己ら先発陣の不調により先発要員へ転向し、5月23日の北海道日本ハムファイターズ戦でプロ初先発。この試合では打線の援護がなく敗戦投手となったが、5回2失点と試合を作ったことが評価され、以後は先発ローテーションに定着した。先発転向3戦目となった6月6日の中日ドラゴンズ戦で、7回1/3を無失点の好投で先発としての初勝利を挙げた。
2019年は、先発として開幕一軍入り。3月31日東北楽天ゴールデンイーグルス戦に登板するも4回2/3を投げて5失点で敗戦投手、4月7日ソフトバンク戦でも3回もたず6失点で降板し敗戦投手となり、翌日一軍登録を抹消された。4月22日に右肘鏡視下関節クリーニング手術を受けた。この年は2試合の登板にとどまった。
2020年は、7月7日の対埼玉西武ライオンズ戦に先発し6回2失点で679日ぶりの公式戦勝利を挙げるも、一軍登板は3試合に留まった。
2021年は、春季キャンプから二軍スタートとなりオープン戦でもリリーフ登板1試合のみだった。二軍では6月頭まで防御率1点台と好調をキープしていたが、一軍での登板がなかった。

### DeNA時代
2021年6月14日に国吉佑樹とのトレードで横浜DeNAベイスターズに移籍することが発表された。背番号は67に決まった。
7月9日の中日ドラゴンズ戦にて移籍後一軍初登板初先発。敗戦はしたものの7回途中を2失点と上々のデビューだったが、シーズン後半戦に入る前に練習中に打球を右足に当て戦線離脱。その後、二軍登板でも7試合登板して防御率13.27と不振で昇格できず、シーズンを終えた。契約更改では現状維持の2700万円でサインした。
2022年は、5月22日の東京ヤクルトスワローズ戦で一軍昇格を果たし、先発するも4回4安打3失点で敗戦投手となり、翌日に抹消され、以降一軍での登板はなくシーズンを終えた。同シーズンは二軍では17試合の登板で、6勝1敗、防御率2.45の成績だったが、一軍登板は前年と同様にわずか1試合にとどまり、10月16日に戦力外通告を受け、12月27日に現役引退が発表された。

### 現役引退後
引退後、2023年からは古巣ロッテでスカウトを務める。2023年ドラフト会議では4位指名された早坂響を担当。

## 選手としての特徴

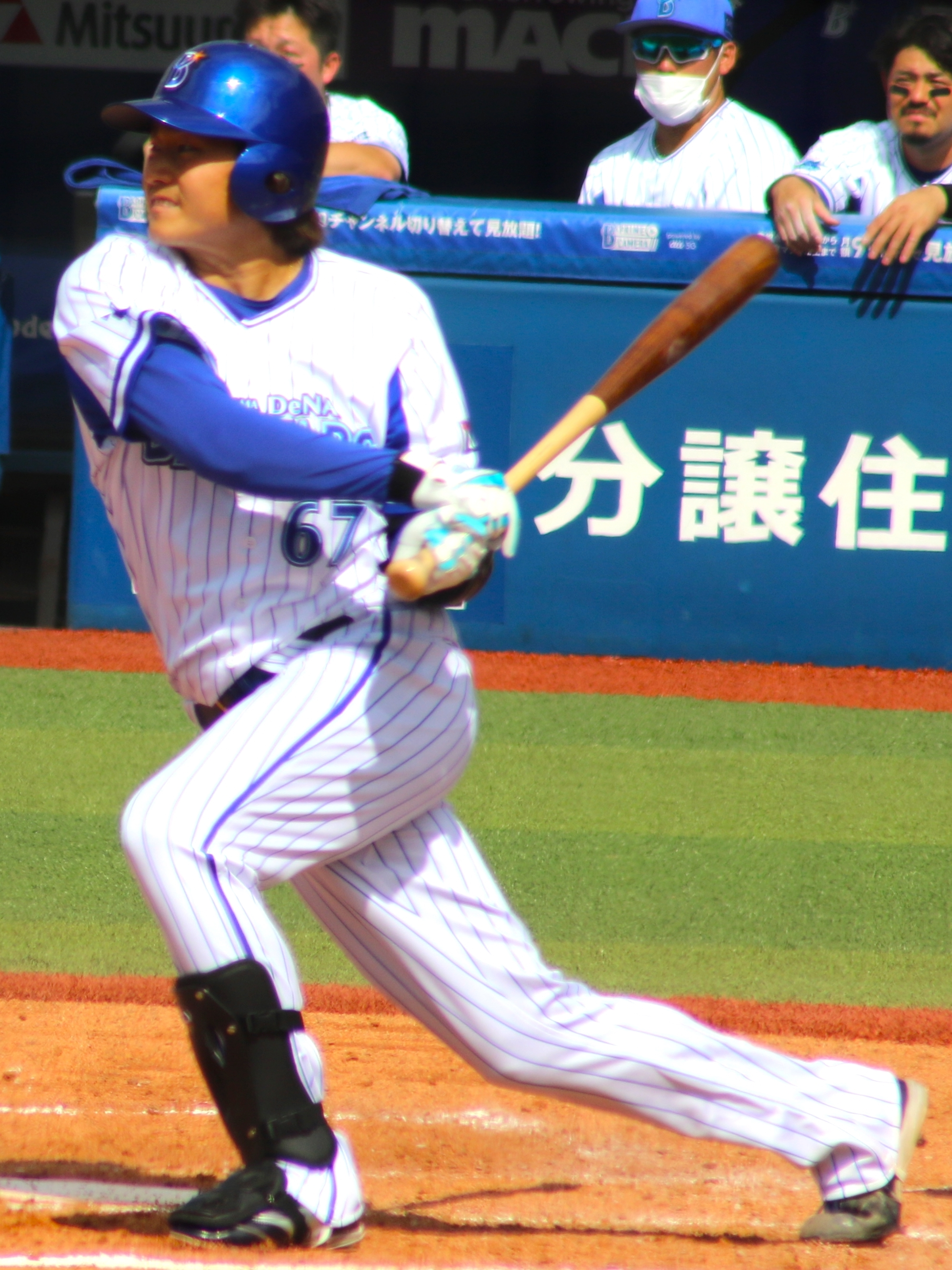
2022年5月22日 横浜スタジアムにて

最速149km/hのストレートのほかシュート、スライダー、カーブ、チェンジアップなどを投げ分ける。新人時の春季キャンプでは伊東勤監督が「制球が安定している」、取材に訪れた三浦大輔も「バランス良く投げている」と高く評価したという。

## 人物
- ジグソーパズルが趣味。「小さい頃からジグソーパズルをやっていた。気分転換になる」と入寮の時に語っている。寮にはドラフト指名後2週間で作った1000ピースのジグソーパズルを持参した[23]。
- 好きなテレビ番組は『マツコ&有吉 かりそめ天国』（テレビ朝日系）で、前番組『怒り新党』の時代からよく見ているとのこと[24]。
- 2018年4月28日に広島東洋カープファンとして知られる同姓でタレントの有吉弘行が自身のTwitterにて、「同姓という特殊事情でロッテの有吉投手も応援しています」とツイートした。有吉優樹自身も、「頑張って投げます」と自ら返信した[25]。そして6月6日に行われた交流戦・対中日ドラゴンズ戦（ナゴヤドーム）にてシーズン初勝利を挙げた際には、有吉弘行からTwitterで「ロッテ有吉投手! おめでとうございます!! 同姓会万歳!!」との祝福コメントが寄せられた。なお、有吉優樹本人は恐縮し、「僕なんて、全然まだまだなんで何もないですよ!」とコメントした[24][25]。
- ホームゲームにおける登場曲も有吉にちなみ、猿岩石の『白い雲のように』である。なお、プロ入り時点では有吉はこの曲を全く知らず、チームの先輩でもある涌井秀章による「いじり」であったが、以後は本人も気に入って継続して使用している[26]。

## 詳細情報

### 年度別投手成績
| 年 度   | 球 団   | 登 板 | 先 発 | 完 投 | 完 封 | 無 四 球 | 勝 利 | 敗 戦 | セ 丨 ブ | ホ 丨 ル ド | 勝 率 | 打 者 | 投 球 回 | 被 安 打 | 被 本 塁 打 | 与 四 球 | 敬 遠 | 与 死 球 | 奪 三 振 | 暴 投 | ボ 丨 ク | 失 点 | 自 責 点 | 防 御 率 | W H I P |
| ------- | ------- | ----- | ----- | ----- | ----- | -------- | ----- | ----- | -------- | ----------- | ----- | ----- | -------- | -------- | ----------- | -------- | ----- | -------- | -------- | ----- | -------- | ----- | -------- | -------- | ------- |
| 2017    | ロッテ  | 53    | 0     | 0     | 0     | 0        | 2     | 5     | 1        | 16          | .286  | 222   | 53.1     | 48       | 4           | 14       | 0     | 3        | 27       | 0     | 0        | 17    | 17       | 2.87     | 1.16    |
| 2018    | ロッテ  | 29    | 15    | 0     | 0     | 0        | 6     | 5     | 0        | 2           | .545  | 462   | 106.0    | 118      | 15          | 31       | 1     | 4        | 54       | 2     | 0        | 50    | 44       | 3.74     | 1.41    |
| 2019    | ロッテ  | 2     | 2     | 0     | 0     | 0        | 0     | 2     | 0        | 0           | .000  | 37    | 7.1      | 12       | 4           | 5        | 0     | 0        | 2        | 0     | 0        | 11    | 11       | 13.50    | 2.32    |
| 2020    | ロッテ  | 3     | 2     | 0     | 0     | 0        | 1     | 1     | 0        | 0           | .500  | 49    | 11.0     | 15       | 1           | 2        | 1     | 0        | 5        | 0     | 0        | 6     | 6        | 4.91     | 1.55    |
| 2021    | DeNA    | 1     | 1     | 0     | 0     | 0        | 0     | 1     | 0        | 0           | .000  | 27    | 6.2      | 8        | 1           | 0        | 0     | 0        | 3        | 0     | 0        | 2     | 2        | 2.70     | 1.20    |
| 2022    | DeNA    | 1     | 1     | 0     | 0     | 0        | 0     | 1     | 0        | 0           | .000  | 18    | 4.0      | 4        | 0           | 1        | 0     | 1        | 1        | 0     | 0        | 3     | 3        | 6.75     | 1.25    |
| 通算6年 | 通算6年 | 89    | 21    | 0     | 0     | 0        | 9     | 15    | 1        | 18          | .375  | 815   | 188.1    | 205      | 25          | 53       | 2     | 8        | 92       | 2     | 0        | 89    | 83       | 3.97     | 1.37    |

- 2022年度シーズン終了時

### 年度別守備成績
| 年 度 | 球 団  | 投手  | 投手  | 投手  | 投手  | 投手  | 投手     |
| 年 度 | 球 団  | 試 合 | 刺 殺 | 補 殺 | 失 策 | 併 殺 | 守 備 率 |
| ----- | ------ | ----- | ----- | ----- | ----- | ----- | -------- |
| 2017  | ロッテ | 53    | 3     | 9     | 0     | 0     | 1.000    |
| 2018  | ロッテ | 29    | 6     | 16    | 1     | 0     | .957     |
| 2019  | ロッテ | 2     | 0     | 3     | 0     | 0     | 1.000    |
| 2020  | ロッテ | 3     | 0     | 3     | 0     | 1     | 1.000    |
| 2021  | DeNA   | 1     | 2     | 1     | 0     | 0     | 1.000    |
| 2022  | DeNA   | 1     | 0     | 1     | 0     | 0     | 1.000    |
| 通算  | 通算   | 89    | 11    | 33    | 1     | 1     | .978     |

- 2022年度シーズン終了時

### 記録
初記録
投手記録
- 初登板：2017年3月31日、対福岡ソフトバンクホークス1回戦（福岡 ヤフオク!ドーム）、8回裏二死に3番手で救援登板、1/3回無失点
- 初ホールド：2017年4月6日、対北海道日本ハムファイターズ2回戦（ZOZOマリンスタジアム）、6回表に2番手で救援登板、1回無失点
- 初奪三振：2017年4月22日、対オリックス・バファローズ4回戦（ZOZOマリンスタジアム）、8回表に若月健矢から空振り三振
- 初勝利：2017年7月18日、対オリックス・バファローズ16回戦（ZOZOマリンスタジアム）、5回表に3番手で救援登板、2回無失点[9]
- 初セーブ：2017年9月21日、対埼玉西武ライオンズ25回戦（メットライフドーム）、9回裏に4番手で救援登板・完了、2/3回無失点
- 初先発登板：2018年5月23日、対北海道日本ハムファイターズ11回戦（ZOZOマリンスタジアム）、5回2失点で敗戦投手
- 初先発勝利：2018年6月6日、対中日ドラゴンズ2回戦（ナゴヤドーム）、7回1/3 無失点

打撃記録
- 初打席：2018年5月30日、対東京ヤクルトスワローズ3回戦（明治神宮野球場）、3回表にデーブ・ハフから空振り三振

### 背番号
- 36（2017年 - 2021年6月13日）
- 67（2021年6月14日 - 2022年）

### 登場曲
- 『白い雲のように』猿岩石（2017年 - ）